# 伊斯特尔足球俱乐部
伊斯特尔足球俱乐部(法语：Football Club Istres Ouest Provence)，法国伊斯特尔市的一个足球俱乐部。